# John Astin

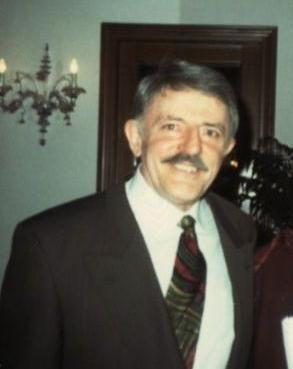
John Astin

John Astin (născut John Allen Astin; n. 30 martie 1930, Baltimore, America Britanică⁠(d), Regatul Marii Britanii) este un actor american de film.
Este cunoscut pentru rolul Gomez Addams din Familia Addams.

## Filmografie
- Get to Know Your Rabbit (1972)
- Vacanță prin Europa (1985)
- Tăcerea pieilor (1994)